# Johanna Sjöberg
Johanna Sjöberg (n. 8 martie 1978, Comuna Bromölla, Kristianstads län⁠(d), Suedia) este o înotătoare suedeză, medaliată olimpică. A participat la 3 ediții ale Jocurilor Olimpice (1996, 2000, 2004) în care a câștigat o medalie de bronz.